# Nachal Temarim
Nachal Temarim (hebrejsky נחל תמרים, arabsky Vádí al-Ghuweir) je vádí na Západním břehu Jordánu, v Judské poušti.
Začíná v nadmořské výšce okolo 300 metrů v kopcovité krajině Judské pouště. Směřuje k východu a pak klesá strmě do příkopové propadliny Mrtvého moře. V turisticky využívané soutěsce se nachází několik skalních stupňů a vodopádů až 70 metrů vysokých. Vádí potom podchází dálnici číslo 90 a ústí do Mrtvého moře přibližně 8 km severoseverovýchodně od izraelské osady Micpe Šalem, u palmového háje, který dal vádí jeho jméno. Jižně od ústí do moře se nacházejí prameny Ajanot Kana (עינות קנה), které obklopuje enkláva hustého rákosového porostu.